# Просяне (пункт контролю)
49°35′32″ пн. ш. 39°39′42″ сх. д. / 49.59222° пн. ш. 39.66167° сх. д.
Просяне́ — пункт пропуску через державний кордон України на кордоні з Росією.
Розташований у Луганській області, Марківський район, поблизу села однойменного села, на автошляху Т 1314. З російського боку розташований пункт пропуску «Бугайовка», Кантеміровський район Воронезька область.
Вид пропуску — автомобільний. Статус пункту пропуску — міжнародний.
Характер перевезень — вантажний, пасажирський.
Окрім радіологічного, митного та прикордонного контролю, автомобільний пункт пропуску «Просяне» може здійснювати фітосанітарний, ветеринарний, екологічний контроль та контроль Служби міжнародних автомобільних перевезень.
Пункт контролю «Просяне» входить до складу митного посту «Старобільськ» Луганської митниці. Код пункту пропуску — 70217 10 00 (11).